# Die Toten Hosen
Die Toten Hosen este o formație punk germană din Düsseldorf care a avut un mare succes în Germania începând cu anii 1980. Trupa cântă muzică rock cu versuri predominant în germană și cu elemente de punk rock. Alături de grupul de muzică din Berlin, Die Ärzte, este una dintre cele mai de succes trupe germane din Germania, cu rădăcini în punk rock. Die Toten Hosen a lansat șaptesprezece albume de studio, opt albume de concert și șapte compilații până în noiembrie 2020. Din 1990, a ocupat de unsprezece ori primul loc în topurile albumelor germane. Muzicienii se concentrează pe concerte live și pe contactul strâns cu publicul.

## Membrii formației

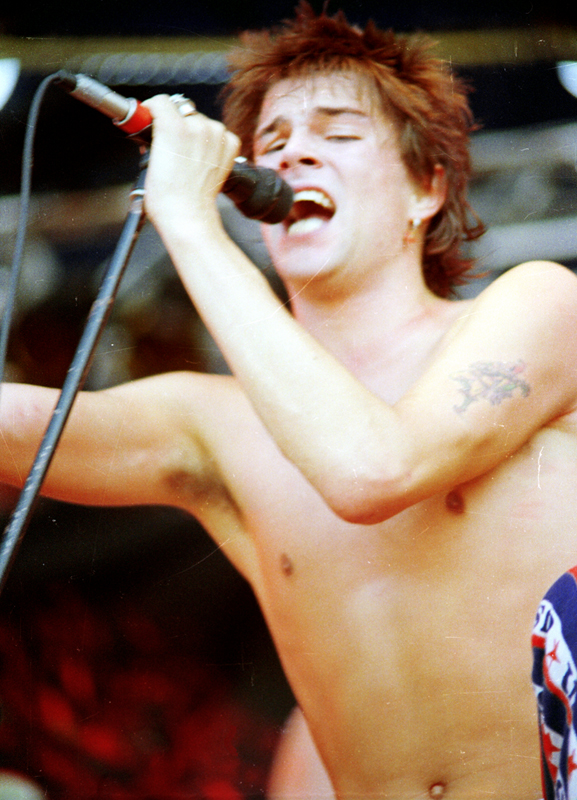
Andreas Frege (Campino) 1987

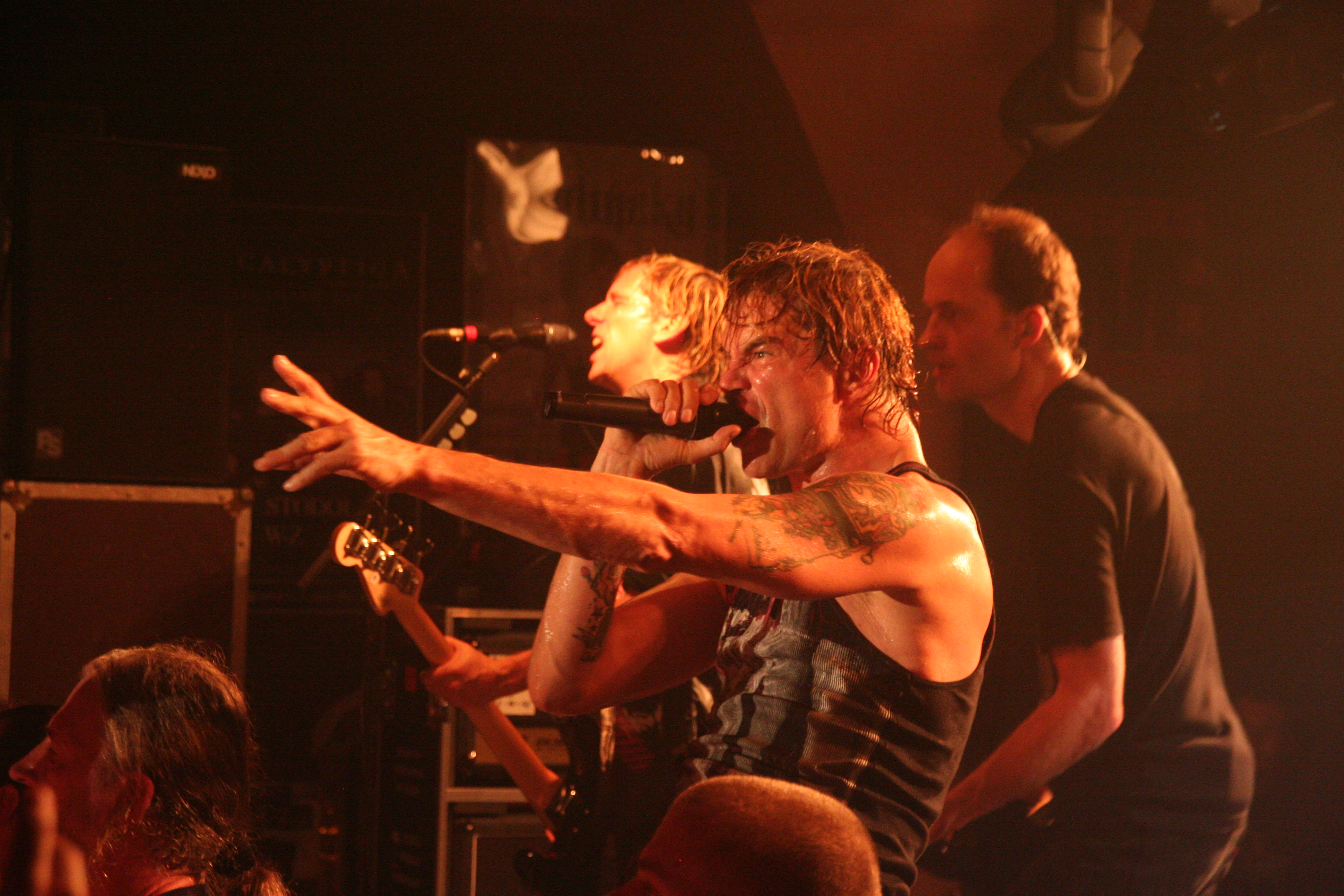
Campino în Wrocław, octombrie 2010

Membri actuali
Campino (n. 22 iunie 1962, în Düsseldorf), pe numele real Andreas Frege
Andi (n. 24 iulie 1962, în Essen), pe numele real Andreas Meurer
Breiti (n. 6 februarie 1964, în Düsseldorf), pe numele real Michael Breitkopf
Vom (n. 6 august 1964, în Billericay, Marea Britanie), pe numele real Stephen George Ritchie
Kuddel (n. 11 iunie 1964, în Münster), pe numele real Andreas von Holst
Foști membri
Trini (Trini Trimpop) (percuție) 1982-1985
Wölli (Wolfgang Rohde) (percuție) 1986-1999
Walter (Walter November) (chitară), 1982
Jakob (Jakob Keusen) (percuție), 1986

## Discografie
- 1983: Opel-Gang
- 1984: Unter falscher Flagge
- 1986: Damenwahl

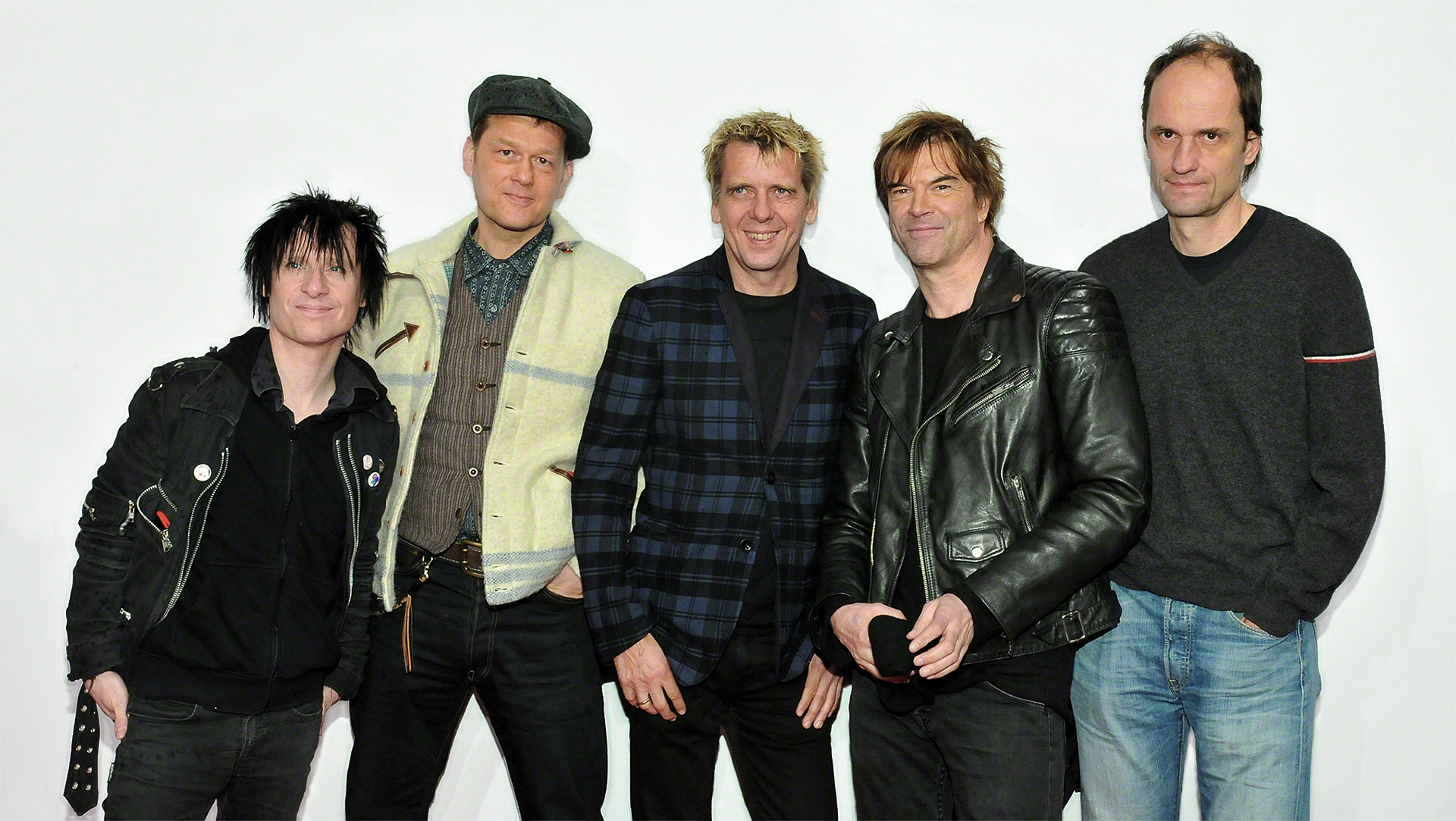
Ritchie, Andreas von Holst, Andreas Meurer, Campino și Michael Breitkopf (2013)

- 1987: Never Mind the Hosen, Here's Die Roten Rosen
- 1988: Ein kleines bisschen Horrorschau
- 1990: Auf dem Kreuzzug ins Glück
- 1991: Learning English Lesson 1
- 1993: Kauf MICH!
- 1996: Opium fürs Volk
- 1998: Wir warten auf's Christkind...
- 1999: Unsterblich
- 2002: Auswärtsspiel
- 2004: Zurück zum Glück
- 2008: In aller Stille
- 2012: Ballast der Republik
- 2017: Laune der Natur
- 2017: Learning English Lesson 2